# پال جونز
پال جونز (انگلیسی: Paul Jones؛ ۱۹۰۱ – ۱۹۶۸) تهیه‌کننده فیلم اهل ایالات متحده آمریکا بود که فیلم‌های مهمش را برای پارامونت پیکچرز تهیه کرد.
او با هنرمندانی چون پرستون استرجیس، باب هوپ، دین مارتین، جری لوئیس و رد اسکلتون همکاری داشت.
از فیلم‌های او می‌توان به یاران اشاره کرد.